# Herburt (herb szlachecki)
Herburt (Herbolth, Herbolt, Herbort, Herbortowa, Herbot, Herbott, Herbulów, Fulsztyn, Miecze, Pawęza, Pawęża) – polski herb szlachecki.

## Opis herbu
Opis zgodnie z klasycznymi regułami blazonowania:
W polu czerwonym jabłko zielone lub złote przebite trzema mieczami: w skos, w skos lewy i na opak. Klejnot: trzy pióra strusie.

## Najwcześniejsze wzmianki
Wizerunek pieczętny z 1353 roku, zapis z 1571. Przyniesiony do Polski z Westfalii (Dolna Saksonia) przez Morawy w pierwszej połowie XIV wieku.

## Herbowni
Arłamowski, Chełmowski, Dobromilski, Falsztyn, Fulstein, Fulsztyn, Fulsztyński, Gerberski, Hajbowicz, Helman, Herberski, Herbortowski, Herburt, Hewel, Hewell, Hejbowicz (Heybowicz), Katyna, Kobyliński, Kozika, Kozieka, Kozieł, Koziełł, Lewgowd, Milatowskic, Mierzewski, Modzelewski, Modzelowski, Nicz, Nosicki, Nowicki, Odnowski, Pawlęga, Ponyrko, Powęzowski, Rymgayło, Rymgayłowicz,  Wieliczański, Wismułowicz, Wisnarzewski, Woronicz, Zyniew.

### Znani herbowni
- Jan Herburt (Arłamowski)
- Fryderyk Herburt
- Jan Paweł Woronicz
- Jan Szczęsny Herburt
- Mikołaj Herburt (zm. 1602)
- Mikołaj Herburt Odnowski
- Piotr Herburt (1485–1532)
- Stanisław Herburt
- Szymon Konarski ps. Janusz Hejbowicz
- Walenty Herburt

## Występowanie w heraldyce terytorialnej

XVI wiek, Felsztyn
XVII wiek, Dobromil
XVI wiek, Felsztyn
XXI wiek, Bohušov, (CZ)